# Alcyone
Alcyone è una raccolta di liriche di Gabriele D'Annunzio pubblicata nel 1903, composta tra il 1899 e il 1903 ed è considerato il terzo libro delle Laudi del cielo, del mare, della terra e degli eroi.

## Genesi dell'opera
Il 7 luglio del 1899 D'Annunzio scrive ai Fratelli Treves Editori di un progetto poetico lungo e complesso al quale sta lavorando:
I titoli dei sette libri si rifacevano alle semidee che avevano dato il nome alle stelle della costellazione delle Pleiadi: Maia, Elettra, Alcione, Merope, Taigete, Asterope, Celeno. Di essi, uscirono solo cinque: i primi tre nel 1903, Merope nel 1912 e Asterope nel 1918.
Da questo documento ricaviamo alcune notizie essenziali per la collocazione dell'opera nel contesto biografico dell'autore:
- D'Annunzio riprende a comporre versi dopo un intervallo di alcuni anni (il Poema paradisiaco è del 1893), durante i quali aveva condotto un'esistenza movimentata e piuttosto dispersiva tra viaggi, esperienze politiche e il nuovo legame sentimentale con l'attrice Eleonora Duse;
- egli dichiara di vivere questa nuova stagione creativa come alternativa, se non in opposizione, a quella precedente dei grandi romanzi, dal Piacere al Trionfo della morte. La libera ispirazione poetica di cui egli parla ("Ho una volontà di cantare così veemente...") testimonia di una raggiunta maturazione tecnica del poeta nei confronti della materia letteraria: mentre infatti nei romanzi i modelli, le forme e i personaggi rivelano una certa incoerenza reciproca e tendono a sovrapporsi in modo compilativo gli uni agli altri, i libri delle Laudi - e Alcyone in particolare - riescono a nascondere con grande naturalezza e maestria il complesso lavorio di organizzazione strutturale delle forme e dei temi;
- nell'Alcyone in particolare, i temi manifestano un livello di elaborazione personale e di originalità che non ha confronti con la precedente stagione narrativa: D'Annunzio riesce a fondere in quest'opera un momento sentimentale felice con un bagaglio culturale ormai assimilato e fatto proprio con una sicurezza che non è più puro sfoggio superficiale.

In sintesi, l'Alcyone, poesia dell'estate, rappresenta anche la piena maturazione della vicenda creativa e umana del poeta: la fama, il successo e l'amore incoronano la poesia di D'annunzio nel suo momento più alto e rappresentativo.

## Struttura
Alcyone comprende 88 liriche, ordinate secondo un criterio strutturale che non ricalca l'ordine cronologico della composizione.
Tra la prima (La tregua) e l'ultima (Il commiato) si delinea l'ideale percorso narrativo di un'estate di poesia (nel senso di una raccolta composta d'estate e che ha per tema l'estate, sia dal punto di vista della stagione fisica che della maturità poetica dell'autore). Nello schema qui proposto risulta evidenziata la simmetria ritmica con cui il poeta ha suddiviso la raccolta. Dopo il proemio de La tregua - che ha la funzione di istituire un collegamento fra Alcyone e i precedenti libri delle Laudi, dedicati all'impegno eroico (Maia) e civile (Elettra) - Il fanciullo apre una serie di sette ballate cui fanno seguito cinque sezioni, ciascuna aperta da una lirica con titolo latino cui segue un ditirambo, vero cardine della struttura poetica. Ai ditirambi sono destinati i cambiamenti di stagione e di approccio al mito, vero tema cardine dell'intero poema dannunziano.
Attenzione: la posizione e il carattere di ogni titolo ne rappresentano il valore strutturale; la forma di questo elenco va osservata quindi attentamente, per avere una prima idea sulla concezione strutturale della raccolta.
- La tregua
- Il fanciullo (ballate)
- Lungo l'Affrico
- La sera fiesolana
- L'ulivo
- La spica
- L'opere e i giorni
- L'aedo senza lira
- Beatitudine
- Furit aestus
- Ditirambo I
- Pace
- La tenzone
- Bocca d'Arno
- Intra du' Arni
- La pioggia nel pineto
- Le stirpi canore
- Il nome
- Innanzi l'alba
- Vergilia anceps
- I tributarii
- I camelli
- Meriggio
- Le madri
- Albàsia
- L'alpe sublime
- Il Gombo
- Anniversario orfico
- Terra, vale!
- Ditirambo II
- L'oleandro
- Bocca di Serchio
- Il cervo
- L'ippocampo
- L'onda
- La corona di Glauco
  - Melitta
  - L'acerba
  - Nico
  - Nicarete
  - A Nicarete
  - Gorgo
  - A Gorgo
  - L'auletride
  - Baccha
- Stabat nuda aestas
- Ditirambo III
- Versilia
- La morte del cervo
- L'asfodelo
- Madrigali dell'estate
  - Implorazione
  - La sabbia del tempo
  - L'orma
  - All'alba
  - A mezzodì
  - In sul vespero
  - L'incanto circeo
  - Il vento scrive
  - Le lampade marine
  - Nella belletta
  - L'uva greca
- Feria d'agosto
- Il Policefalo
- Il tritone
- L'arca romana
- L'alloro oceanico
- Il prigioniero
- La vittoria navale
- Il peplo rupestre
- Il vulture del sole
- L'ala sul mare
- Altius egit iter
- Ditirambo IV
- Tristezza
- Le ore marine
- Litorea dea
- Undulna
- Il Tessalo
- L'otre
- Gli indizii
- Sogni di terre lontane
  - I pastori
  - Le terme
  - Lo stormo e il gregge
  - Lacus Iuturnae
  - La loggia
  - La muta
  - Le carrube
- Il novilunio
- Il commiato

## Temi
La raccolta si sviluppa attraverso un ampio percorso culturale di citazioni e riferimenti al repertorio letterario classico italiano, greco e latino.
La prima sezione sviluppa elementi duecenteschi, da San Francesco (Lungo l'Affrico, La sera fiesolana) a Dante (Beatitudine), passando attraverso il recupero di motivi virgiliani ed esiodei (La spica, Le opere e i giorni, L'aedo senza lira). Essa è ambientata tra Firenze e la campagna circostante, attraverso una struttura cronologica che attraversa, nell'ordine, tramonto, sera, mattina e pomeriggio.
La seconda sezione, che comprende i giorni tra l'estremo giugno" e l'otto luglio, è ambientata nel clima selvaggio del litorale tra le foci dell'Arno e del Serchio (Marina di Pisa, Il Gombo e San Rossore). È la sezione nella quale a un minimo di cultura letteraria corrisponde il massimo di naturalismo panico nietzscheano, attraverso i temi dell'ascolto (La tenzone, Innanzi l'alba) e della visione epifanica (I tributarii, Il Gombo) della natura.
La terza sezione - il passaggio tra luglio e agosto - concentra la descrizione spaziale attorno alle pinete alla foce del Serchio. Essa è dedicata al mito ovidiano di Glauco, il pescatore della Beozia divenuto dio del mare; nel suo sviluppo il poeta si fa personaggio mitico dialogante con la natura - marittima (L'oleandro), equestre (Bocca di Serchio) e venatoria (Il cervo).
La quarta sezione - la fine di agosto - prosegue la rappresentazione mitica della precedente e inaugura, nella sua seconda parte, un ciclo scultoreo e allegorico che ha il suo culmine ne L'arca romana. Notevole, in questa sezione, la serie naturalistica costituita dai Madrigali dell'estate.
Nell'ultima sezione, ambientata nella prima metà di settembre, si sviluppa il tema del trapasso e delle rievocazione, giocato sul registro stilistico del sogno e della memoria (i sette componimenti dei Sogni di terre lontane ne costituiscono quindi il culmine centrale).
Con l'Alcyone D'Annunzio introduce nel panorama letterario nazionale una tematica panico-naturalistica che nella cultura europea risaliva già al romanticismo - limitatamente al contesto germanico - ma che per l'Italia rappresentava una novità assoluta. Il classicismo italiano aveva sempre privilegiato il versante retorico delle Humanae litterae, intese come modello apollineo e razionalistico di stile e di contenuto. In questo contesto - da Petrarca all'Ottocento - ciò che contava era il rispetto di una tradizione di regole e di autori, di auctoritates (Virgilio, Cicerone, Orazio soprattutto), appartenenti esclusivamente all'ambito letterario latino così come l'avevano delimitato Dante, Petrarca e i classicisti del Cinquecento.
I poeti e filosofi romantici tedeschi, scavalcando polemicamente il primato umanistico dei Latini, alla ricerca di una propria originalità storica avevano invece privilegiato il classicismo greco, con particolare riferimento ai filosofi presocratici e alle filosofie neoplatoniche. Seguiti su questa strada dai filosofi irrazionalisti del tardo Ottocento - Schopenhauer e Nietzsche - e dalla scuola ermeneutica del Novecento, essi istituirono un modello di interpretazione del classicismo centrato principalmente sui concetti di vitalismo e panismo, cioè su una rappresentazione animistica della natura, intesa come luogo di manifestazione del divino più che come cornice esteriore e indifferente delle vicende spirituali dell'uomo, come invece era intesa dall'Umanesimo latino.
Attraverso Nietzsche D'Annunzio fa propria una tematica inconsueta per la storia della letteratura italiana: la metamorfosi e il deismo panico, con i loro correlati dell'epifania e della metafisica della luce.
Il titolo Incipiunt Laudes creaturarum ("cominciano le lodi delle creature"), che accompagnava i primi componimenti lirici, apparve sulla rivista Nuova Antologia il 16 novembre 1899 (alcuni furono inseriti in Alcyone). Esso richiama sia il Cantico delle creature o Laudes creaturarum ("Lodi delle creature") di san Francesco d'Assisi, in quel tempo di moda nell'estetismo misticheggiante dei preraffaelliti, sia lo spirito dionisiaco teorizzato da Nietzsche come volontà di azione e come comunione con le forze della Natura nell'àmbito di una religiosità paganeggiante la quale esalta il piacere, lo spirito di conquista nonché l'ebbrezza dei sensi come appare anche nei quattro ditirambi, ognuno preceduto da un testo che introduce il tema con il titolo in latino. Il ditirambo dionisiaco doveva creare una fusione tra lirica moderna e modello classico nonché rappresentare il momento "dionisiaco" rispetto a quello "apollineo", secondo una contrapposizione elaborata da Nietzsche.

## Struttura ritmica

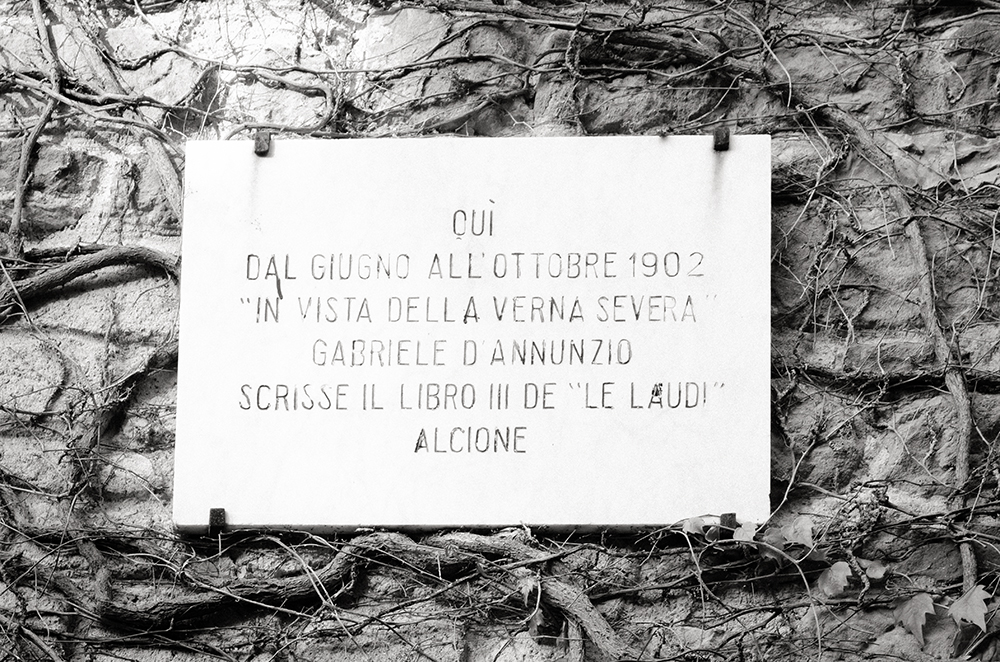
Alcyone: targa commemorativa presso il Castello di Romena in Casentino.

Non ci si può accostare alle poesie di Alcyone senza tenere nella dovuta considerazione la loro dimensione classicista: la scelta di ripetere la tradizione poetica del passato non è casuale, perché ciò avviene in un momento in cui l'antico si presentava alla percezione del pubblico come elemento di rottura e di discontinuità rispetto ai modelli divenuti correnti. D'Annunzio annuncia il suo rinnovamento poetico appoggiandosi a modelli carichi di grande autorità, quasi che, sottinteso, si dovesse leggere un messaggio non detto che comunica tuttavia l'intenzione più profonda del poeta: riscrivendo nella lingua di Dante e Petrarca mi propongo come il nuovo Vate di una nazione in cerca della propria voce poetica. Soprattutto i componimenti della "prima sezione" si propongono, anche a colpo d'occhio, come un'operazione di reinvenzione di modelli desunti da un classicismo arcaico: la struttura a strofe di endecasillabo richiama in modo neanche troppo vago l'antica canzone duecentesca, con l'unica variante della sostituzione delle rime con un sistema di assonanze.  Il modello classico non è dunque destinato, per D'Annunzio, a stimolare l'identità culturale del pubblico, ma a istituire un rapporto di dipendenza verso la figura carismatica del poeta; non insegna a parlare la stessa lingua della storia ma invita ad abbandonarsi nell'alveo protettivo di un nuovo Vate Incoronato:
O nere e bianche rondini, tra notte
e alba, tra vespro e notte, o bianche e nere
ospiti lungo l'Affrico notturno!
Volan elle sì basso che la molle
erba sfioran coi petti, e dal piacere
il loro volo sembra fatto azzurro.
Sopra non ha sussurro
l'arbore grande, se ben trema sempre.
Non tesse il volo intorno a le mie tempie
fresche ghirlande?
Altri elementi della struttura ritmica di Alcyone sono:
- la musicalità del verso, che può esprimersi in una infinità di modi assai diversi, individuabili di volta in volta attraverso: a) una certa fissità dei metri poetici scelti componimento per componimento; b) l'analogia tra la forma dei versi e il contenuto che essi intendono esprimere (nell'esempio sopra citato, il volo delle rondini è evocato dall'uso concitato dell'enjambement); c) il ricorso alle invocazioni e alle proposizioni esclamative, che esaltano la sfera emotiva della comunicazione; d) il ricorso a simmetrie e parallelismi di tipo sintattico tra le diverse strofe, quasi a disegnare una partitura dei versi (vedi: La sera fiesolana); alla musicalità del verso concorre anche la grande abilità con cui il poeta riesce a nascondere, sotto la superficie dei versi liberi, una trama metrica sotterranea, alla cui ricomposizione il lettore è chiamato come a una prova (vedi: La pioggia nel pineto).
- l'oratoria retorica, segnata dal ricorso a strutture metriche fisse ed enfatiche, i cui segni di riconoscimento sono le ripetizioni sintattiche all'interno dello stesso verso, le frasi interrogative retoriche, le enumerazioni ridondanti (vedi: Meriggio).

## Lingua
Una delle funzioni più comuni della lingua - quella referenziale - la possibilità cioè di indicare un elemento della realtà come oggetto del discorso, di ciò di cui si parla, è quasi del tutto assente nella poesia di Alcyone. I temi scelti - particolarmente legati alle sensazioni e alla sfera emotiva ed irrazionale - sono rappresentati da visioni di cui il poeta è l'unico testimone e che possono essere comunicate efficacemente - in qualche modo rese "visibili" all'immaginazione del lettore - solo attraverso l'uso di un lessico straordinario e sovrabbondante, fenomeno che d'altronde non è nuovo nella poesia simbolista. La parola, in Alcyone, è evocativa e analogica e non indicativa, neppure di concetti astratti appartenenti alla sfera intellettuale e sovrasensibile. Essa è il referente di se stessa, lo scopo forse principale dell'elaborazione poetica dell'autore. La parola assume valore di "suono" ed è l'espressione di una bellezza "musicale".
Una lingua poetica che vuole esprimere sensazioni, e soprattutto sensazioni di tipo fisico, deve privilegiare alcune precise aree semantiche: quella del suono - o della voce - e quella della luce - o dei colori. Vedi nel primo caso "Le stirpi canore"; nel secondo "La pioggia nel pineto". Anche "Meriggio" appartiene alla poetica del suono, pur se attraverso l'uso della figura contraria, quella del silenzio.
Un'altra conseguenza legata alla scelta di queste particolari tematiche è il necessario ricorso all'ambito lessicale del mito; in particolare:
- il linguaggio di Alcyone è costellato, quasi come una partitura musicale, da un repertorio semantico di figure e personaggi mitologici ripresi dalla letteratura greco-latina;
- di conseguenza, abbondano nei componimenti nomi propri e toponimi attinti dai testi classici e non sempre in modo fedele, ma spesso riaggiustati secondo criteri fonologici personali ed estemporanei;
- la cornice mitologica dei riferimenti tematici conduce all'annullamento del campo semantico del tempo: le visioni, anche quelle appartenenti al passato mitologico, erompono in un presente perenne e come sospeso nella sacralità dell'atmosfera. Il tempo di Alcyone è l'irrompere - attraverso la luce e i suoni della natura - dell'eternità del sacro nella vita mortale del poeta (Versilia).

## Edizioni recenti
- Alcione, A cura di Ilvano Caliaro, Introduzione di Pietro Gibellini, Collezione di poesia, Torino, Einaudi, 2010, ISBN 978-88-062-0324-5. [edizione originale del 1904]
- Alcyone, edizione critica a cura di Pietro Gibellini, commento di Giulia Belletti, Sara Campardo, Enrica Gambin, Venezia, Marsilio, 2018, ISBN 978-88-297-0005-9. [edizione con varianti testuali]
- Sogni di terre lontane, da Alcyone, prefazione di Pietro Gibellini, illustrazioni di Romano Mastrella, a cura di Ugo Magnanti, postfazione di Eugenio Bartolini, tiratura di trecento esemplari numerati e allestiti a mano, Nettuno, Scoprirenettuno, 2010, ISBN 88-900883-2-X